# 경험 기반 학습
경험 기반 학습(learning-by-doing)이란 경제학 개념으로서 실전, 자기 행동 수정, 자기 혁신의 과정을 거쳐 생산성을 높이는 것을 말한다. 예를 들면, 어느 공장에서 직원 수를 늘리거나 자원을 더 투입하지 않고 단지 설비를 더 효율적으로 이용하는 법을 익혀 생산량을 늘리는 것이다. 여기서 학습이란 사전에 고찰을 통해 이해하는 행동과 사후에 해결하는 행동을 의미한다. 이 또한 여러 문제해결전략 중 하나이다. 한편, 경험이란 사람이 똑같은 일을 규칙적으로 되풀이하면서 생산성을 높이는 능력을 의미한다.